# Římskokatolická farnost Jince
Římskokatolická farnost Jince je jedno z územních společenství římských katolíků v příbramském vikariátu s farním kostelem sv. Mikuláše.

## Kostely farnosti